# Акар, Хулуси
Хулуси́ Ака́р (тур. Hulusi Akar; род. 12 марта 1952, Кайсери) — турецкий государственный и политический деятель, министр обороны Турции с 10 июля 2018 по 3 июня 2023 года.

## Биография
Хулуси Акар родился в 1952 году в городе Кайсери. В 1972 году он окончил турецкую военную академию. Через год окончил и пехотное училище. Являлся 29-м начальником Генерального штаба Вооружённых сил Турции. Ранее он также занимал пост командующего Сухопутными войсками Турции.
Во время попытки госпереворота 15 июля 2016 года был взят мятежниками в заложники.
9 июля 2018 года назначен министром обороны в новом составе правительства Турции.
На парламентские выборах в 2023 году был избран в Великое национальное собрание от избирательного округа  провинции Кайсери. Акар представляет партию Партию справедливости и развития.
Женат на Шуле Акар, у супругов двое детей. Владеет английским языком.